# رومان شتاينبرغ
رومان شتاينبرغ (بالإستونية: Roman Steinberg)‏ هو مصارع هاوي إستوني، ولد في 5 أبريل 1900 في تالين في إستونيا، وتوفي بنفس المكان في 16 أبريل 1928 بسبب سل.

## وصلات خارجية
- رومان شتاينبرغ على موقع قاعدة بيانات المصارعة الدولية (الإنجليزية)
- رومان شتاينبرغ على موقع اللجنة الأولمبية الدولية (الإنجليزية)
- رومان شتاينبرغ على موقع أوليمبيديا (الإنجليزية)